# Darwinius masillae
Darwinius masillae es una especie extinta de primate estrepsirrino del infraorden Adapiformes que vivió en Europa hace unos 47 millones de años, en el Eoceno Medio. Su nombre es en homenaje a Charles Darwin en el bicentenario de su nacimiento.
Cuando se descubrió, se postuló  que tendría un papel destacado en el estudio de la evolución de los primates; postulándolo como una forma transicional (el llamado "eslabón perdido") entre el principio de los primates primitivos y los simios; sin embargo estudios posteriores descartaron que fuera parte del suborden Haplorrhini. 
La criatura parece superficialmente un lémur. Esta especie es una muestra de una extinción de especies primates filogenéticamente ancestrales que vivieron hace 47 millones de años.
El único fósil conocido de esta especie se encontró en 1983 en el sitio fosilífero de Messel, a unos 35 kilómetros al sureste de Fráncfort (Alemania); las siglas que lo identifican son: Placa A (PMO 214.214) y Placa B (WDC-MG-210). El fósil corresponde a una hembra joven, de aproximadamente 58 cm de longitud; se estima que tenía entre el 80 y 85% de la longitud definitiva de su cuerpo y miembros.
Cuando fue descubierto, se dividió en dos partes para venderse por separado a diversos aficionados, no teniéndose noticias del mismo hasta el año 2006. Se le apodó con el nombre de "Ida" en honor a la hija de Jørn Hurum, el paleontólogo noruego que garantizó la búsqueda de una parte de los fósiles de un propietario anónimo para comenzar de nuevo la investigación.

## Tipo de muestra
Se conserva el 95% de los huesos fosilizados del animal así como huellas de la piel y de los tejidos blandos, incluyendo la presencia de alimento en su estómago reflejando su última comida a base de frutas y hojas.
En el momento de su descubrimiento fue anunciado a la comunidad científica y se hizo popular inmediatamente en la prensa. Este fósil se ha caracterizado como el "más completo jamás descubierto de los fósiles de primates", ya que lo único que falta es su pata trasera izquierda. Sir David Attenborough lo ha descrito además como "un extraordinario fósil".
Ida proviene del período Eoceno Medio, una etapa de la historia evolutiva que vino después de la extinción de los dinosaurios, y fue precisamente cuando comenzó a prosperar en el planeta la presencia de mamíferos. 
Los científicos han trabajado para identificar los fósiles y ubicarlo en el árbol de la familia de primates junto con los otros fósiles. 
Originalmente se pensó que Ida fue un lémur primitivo, pero las pruebas comparativas han puesto de manifiesto características antropoides. Esto indica que es un fósil de transición entre los primates primitivos y el linaje humano. Dos de las principales características anatómicas encontradas en los lémures de la actualidad son una garra ósea en el pie y una fila de dientes fundidos, incluyendo un colmillo en la mandíbula inferior, y estos no están presentes en el fósil. En lugar de esto, se encuentran los ojos frente a frente como en los seres humanos, además de uñas en lugar de garras y dientes similares a los de los monos. Ida además cuenta con cinco dedos con pulgares opuestos, similar a la fisonomía humana. Esto le proporcionaba un "agarre de precisión", que, para Ida, era útil para la escalada y la recolección de frutas. 
Las reconstrucciones digitales de los dientes revelan que Ida contaba con molares en su mandíbula, lo que indica que contaba con nueve meses de edad, o el equivalente a seis años de un humano. La forma de los dientes de Ida proporciona pistas sobre su dieta: sus irregulares molares sugieren que su dieta era de hojas y semillas. Esto se ve confirmado por la notable preservación de su contenido intestinal. La falta de un baculum (hueso del pene) significa que el fósil fue definitivamente hembra.
Los rayos X revelan una fractura en su muñeca izquierda, la cual fue posiblemente la que contribuyó a su muerte. Se especula que intentando beber agua del lago Messel perdió el equilibrio y se hundió hasta el fondo, donde la fosilización se realizó en condiciones únicas para su conservación de 47 millones de años.

## Descubrimiento
Ida se observó por primera vez por la comunidad científica gracias al paleontólogo de vertebrados, el Dr. Jørn Hurum, quien asistió a un encuentro en Hamburgo, Alemania, como representante de la Universidad de Oslo con motivo de la Feria de minerales y fósiles en el año 2006. Un distribuidor de los presentes le ofreció el fósil por un millón de dólares. Éste se había descubierto veintitrés años antes por un aficionado de fósiles, pero lo mantuvo oculto al mundo en una colección privada. Hurum adquirió la muestra para su museo, lo que le permitió ser visto y analizado científicamente por primera vez.
Desde su redescubrimiento fue estudiado en secreto durante dos años por un equipo de científicos. Hurum estuvo acompañado por expertos en evolución de primates, el profesor Philip Gingerich de la Universidad de Míchigan, el Dr. Jens Franzen, junto con el Dr. Jörg Habersetzer del Museo de Senckenberg. 
No fue hasta el 19 de mayo de 2009 que se reveló por primera vez al mundo la existencia de este fósil.

## Publicidad

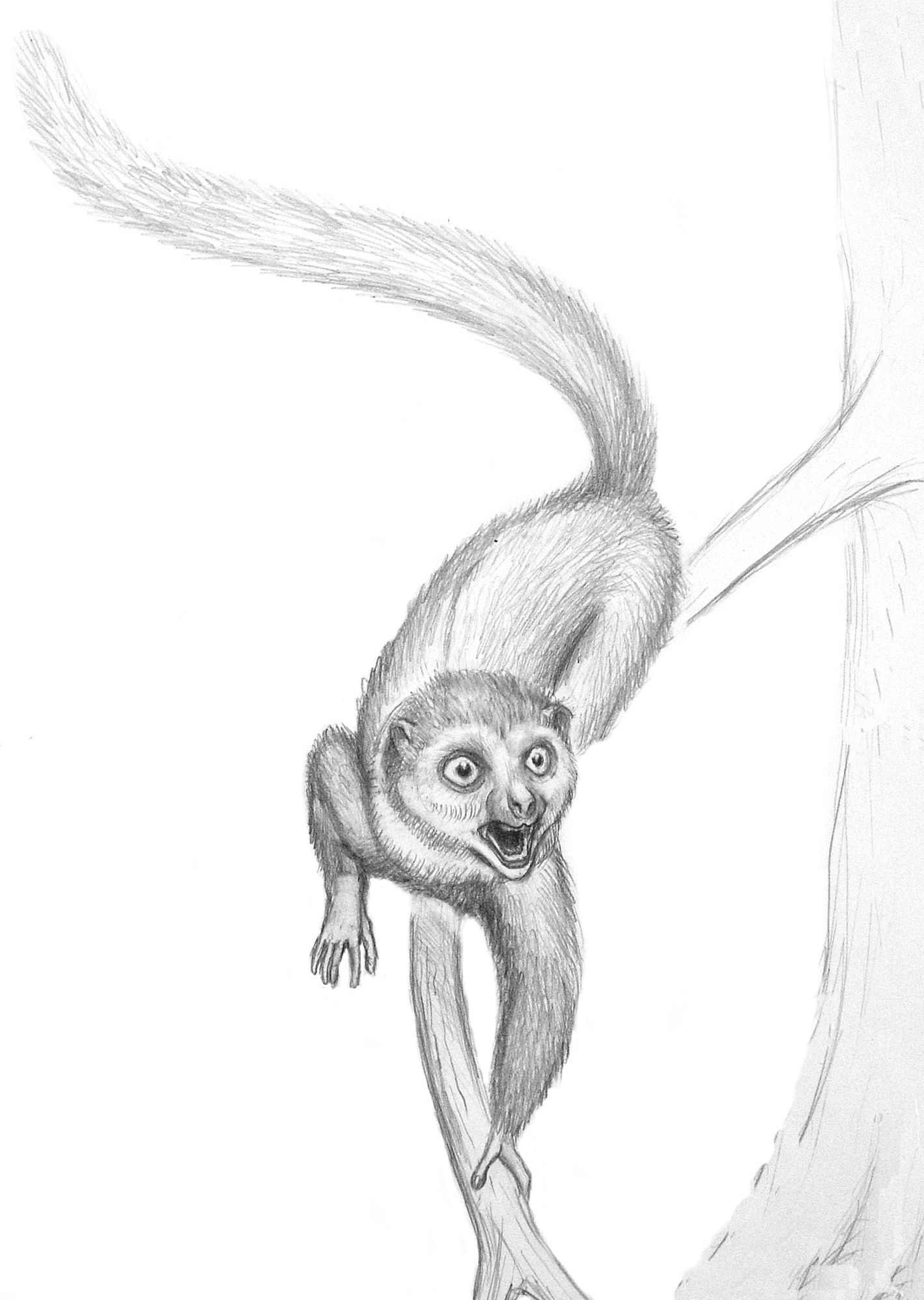
Reconstrucción de Darwinius masillae

El documento sobre el fósil fue acompañado por un documental (Descubrimiento de Nuestro Primeros Antepasados), presentado por Atlantic Productions, para ser transmitido en el canal History Channel (EE. UU.) y la BBC (Reino Unido).
Expertos independientes han expresado preocupación por la publicidad, ya que se podría estar exagerando la importancia de este hallazgo. Jørn Hurum, sin embargo, durante una ceremonia de apertura en el Museo Americano de Historia Natural, dijo que "Esta muestra es como encontrar el Arca Perdida de los arqueólogos" y "Es el equivalente científico del Santo Grial”.
Henry Gree, uno de los editores de la revista científica Science, señaló que a la BBC que «es muy bueno tener un nuevo hallazgo y debe ser muy bien estudiado, pero probablemente no se encuentre al mismo nivel de importancia que otros recientes, como el hobbit o los dinosaurios con plumas».

## Literatura
- Jens L. Franzen, Philip D. Gingerich, Jörg Habersetzer, Jørn H. Hurum, Wighart von Koenigswald, B. Holly Smith (2009). «Complete Primate Skeleton from the Middle Eocene of Messel in Germany: Morphology and Paleobiology». PLoS ONE 4 (5). ISSN ,  e5723.